# Útok automobilem v Charlottesville
Dne 12. srpna 2017 došlo k útoku automobilem ve městě Charlottesville ve Virginii. 20letý muž najel úmyslně autem do skupiny lidí protestujících proti konání neonacistického sjezdu, "Unite the Right rally". Následně byl americkým soudem odsouzen na doživotí za několik trestných činů včetně vraždy a zločinu z nenávisti.

## Incident
Incident se stal 12. srpna 2017 okolo 13:45 UTC-4:00 v ulici 4th Street SE v Charlottesville. Podle očitého svědka zamířil řidič vozidla do čela davu demonstratnů, kteří se v daný moment nacházeli na ulici. Zranění lidé protestovali proti Unite the Right rally, které započaly předešlý večer. Automobil narazil do zadní části jiného automobilu, než se obrátil zpět na ulici a odjel pryč. Jeden člověk zemřel a 19 jich bylo zraněno. Šéf policie Al Thomas identifikoval osobu zabitou automobilem jako 32letou ženu Heather Heyerovou. Krátce po útoku byl řidič zatčen a obviněn.

## Pachatel
James Alex Fields, Jr., který se narodil 26. dubna 1997 v Maumee v Ohiu, je pachatelem automobilového útoku, který se stal 12. srpna v Charlottesville. Je obviněn z vraždy druhého stupně, trojnásobného těžkého ublížení na zdraví a útěku od nehody. Reportér New York Daily News dříve zachytil snímek, kde útočník drží štít s logem neonacistické skupiny Vanguard America.

## Odezva
V noci téhož dne byla uspořádána tisková konference na golfovém hřišti v Bedminster v New Jersey, na které se vyjádřil americký prezident Donald Trump: "Odsuzujeme nejsilnějším možným způsobem tyto děsivé projevy nenávisti, fanatismu a násilí na mnoha stranách. V naší zemi už to trvá dlouho." Trumpovo prohlášení vyvolalo velké rozepře mezi Demokraty a Republikány.
Republikánský senátor Utahu Orrin Hatch, jehož bratr byl zabit v boji během 2. světové války v Evropě, tweetnul "Měli bychom zlo navývat pravým jménem. Můj bratr nepoložil svůj život v boji proti Hitlerovi proto, aby se nacistické myšlenky bez jakéhokoli odporu šířily v našm vlastním domově." Republikánský senátor Ted Cruz napsal na Facebooku: "Nacisté, KKK a bílí nacionalisté jsou odporní a zlí a každý z nás má morální povinnost vystupovat proti lžím, fanatismu, antisemitismu a nenávisti, kterou šíří."
Dodal: "Viděl jsem tto strašlivé video, na kterém auto svévolně vjíždí do davu protestujících a vyzývám ministerstvo spravedlnosti aby okamžitě začalo s vyšetřováním a stíháním tohoto šíleného aktu terorismu, který se odehrál v naší zemi."
Dva jezdci v postiženém vozidle žalovali organizátory akce a řidiče.
Na konec filmu BlacKkKlansman, který měl premiéru v roce 2018, bylo doplněno video dokumentující útok s komentářem spojujícím antirasistické poselství filmu s aktuálním děním v USA.